# Parafia Matki Bożej Częstochowskiej w Brzustowie
Parafia pw. Matki Bożej Częstochowskiej i Świętych Apostołów Piotra i Pawła w Brzustowie – parafia rzymskokatolickich z siedzibą w Brzustowie w  dekanacie tomaszowskim, diecezji radomskiej i metropolii częstochowskiej. 

## Historia
Parafia w Brzustowie została założona 1 grudnia 1946 roku przez biskupa sandomierskiego Jana Kantego Lorka. Została wydzielona z terytorium parafii św. Marcina w Tomaszowie Mazowieckim. Pierwotny kościół przetrwał do 1982, to jest do chwili zbudowania nowej świątyni. Kościół obecny według projektu arch. Władysława Pieńkowskiego z Warszawy, arch. Tadeusza Derlatki z Radomia i konstruktora Witolda Owczarka zbudowano w latach 1979 – 1983 staraniem ks. Stanisława Mandeckiego. 23 września 1985 konsekracji kościoła dokonał bp. Adam Odzimek. Kościół jest zbudowany w stylu współczesnym, jest to budowla murowana z cegły czerwonej, elewacja jest wykonana z kamienia.

## Zasięg parafii
- Do parafii należą wierni mieszkający w miejscowościach: Brzustów, Sługocice i Dąbrowa[1].

## Proboszczowie
- 1946 – 1959 – ks. Jan Jakubaszek
- 1959 – 1967 – ks. Zygmunt Kwiatkowski
- 1967 – 1973 – ks. Stanisław Gołyźniak
- 1974 – 2002 – ks. kan. Stanisław Mandecki
- 2002 – 2004 – ks. kan. Marian Magdziak
- 2005 – nadal – ks. Marek Polewczyk